# Deutsche Bank
Deutsche Bank AG is een wereldwijd opererende bank met hoofdkantoor in Frankfurt am Main.

## Activiteiten
In 2022 telde de bank 85.000 medewerkers waarvan iets minder dan de helft werkzaam in de thuismarkt. Het heeft een netwerk van ruim 1500 kantoren, waarvan twee derde in Duitsland. De inkomsten bestaan voor 50% uit het verschil in rentebaten en -lasten en de andere helft zijn commissie inkomsten en andere vergoedingen voor financiële diensten. De bank kampt met hoge kosten, tegenover iedere euro aan inkomsten staan bijna 75 eurocent aan kosten.
Sinds 1995 heeft de bank haar focus gericht op zakenbankieren (investment banking). Als investeringsbank kan het concern zich meten met de Commerzbank, de Zwitserse UBS en Credit Suisse en de Amerikaanse Goldman Sachs, JPMorgan Chase en Morgan Stanley. De activiteiten zijn sinds 31 december 2021 verdeeld over vier kernonderdelen:
- Corporate Bank; levert financiële diensten voor grote bedrijven die wereldwijd actief zijn en het Duitse midden- en kleinbedrijf (Mittelstand);
- Investment Bank, de handel in effecten en buitenlandse valuta;
- Private Bank; bankdiensten voor particulieren en
- Asset Management; de vermogensbeheeractiviteiten vinden vooral plaats binnen de dochteronderneming DWS.

De aandelen van de bank staan genoteerd aan de Deutsche Börse en aan de New York Stock Exchange. Particuliere aandeelhouders hebben een kwart van de aandelen in handen en zowel Duitse als buitenlandse aandeelhouders hebben ongeveer 50% van de aandelen in bezit.

### Resultaten
| Jaar | Totaal inkomsten | Netto- resultaat | Balans- totaal | Eigen vermogen | Medewerkers (in FTE, per jaareinde) | Kantoren |
| ---- | ---------------- | ---------------- | -------------- | -------------- | ----------------------------------- | -------- |
| 2005 | 25,6             | 6,1              | 992            |                | 63.247                              | 1588     |
| 2010 | 28,6             | 2,3              | 1906           | 49             | 102.062                             | 3083     |
| 2015 | 33,5             | –6,8             | 1629           | 63             | 101.104                             | 2790     |
| 2016 | 30,0             | –1,4             | 1591           | 60             | 99.744                              | 2656     |
| 2017 | 26,4             | –0,7             | 1475           | 63             | 97.535                              | 2425     |
| 2018 | 25,3             | 0,3              | 1348           | 62             | 91.737                              | 2064     |
| 2019 | 23,2             | –5,3             | 1298           | 56             | 87.795                              | 1931     |
| 2020 | 24,0             | 0,6              | 1325           | 55             | 84.659                              | 1891     |
| 2021 | 25,4             | 2,5              | 1324           | 58             | 82.969                              | 1709     |
| 2022 | 27,2             | 5,7              | 1337           | 62             | 84.930                              | 1536     |

## Geschiedenis

### Beginjaren
Op 10 maart 1870 kreeg een groep bankiers een licentie voor de oprichting van Deutsche Bank. De drijvende kracht achter de bank was Adelbert Delbrück en het eerste kantoor werd op 9 april 1870 geopend in Berlijn. De bank wilde vooral internationaal actief zijn om de buitenlandse handel van Duitse bedrijven te bevorderen. Tussen 1871 en 1873 opende de bank kantoren in de Duitse havensteden Bremen en Hamburg en in het buitenland in Yokohama, Shanghai en Londen. In eigen land was de bank actief betrokken bij de oprichting van Allgemeine Elektricitäts-Gesellschaft (AEG) in 1887. Een jaar later kreeg het van de Turkse regering, met diverse andere banken, een licentie voor de aanleg en exploitatie van de Anatolische spoorweg tussen Istanboel en Ankara. In 1903 volgde een vergelijkbare concessie voor de Bagdadspoorweg. Om de groei van de bank te helpen werden in Duitsland diverse banken overgenomen en buitenlandse banken opgericht.

### Interbellum
Na de Eerste Wereldoorlog stonden Duitsland en Deutsche Bank er slecht voor. Veel buitenlandse bezittingen van de bank waren afgepakt door de geallieerden en hoge herstelbetalingen brachten het land financieel aan de afgrond. De Duitse banken zochten steun bij elkaar en in 1929 fuseerden Deutsche Bank en Disconto-Gesellschaft tot de grootste bank van het land. Acht jaar lang handelden zij als Deutsche Bank und Disconto-Gesellschaft, maar in 1937 werd het weer Deutsche Bank.
Na de crisis van de jaren 1930 was de bank deels genationaliseerd, een derde van de aandelen was in handen gekomen van de Deutsche Golddiskontbank, een dochterbedrijf van de Reichsbank. In 1936 was de bank voldoende hersteld en werd de bank geprivatiseerd.
Voor en tijdens de Tweede Wereldoorlog ontsloeg de bank haar joodse werknemers en was overal in het land betrokken bij de "Arisierung", de doorgaans verplichte overdracht van joods eigendom aan niet-joden. Diverse banken in bezet gebied werden ondergebracht bij Deutsche Bank. In 1999 werd bekend dat de bank was betrokken bij de financiering van het concentratiekamp Auschwitz.

### Na 1945
Na de oorlog werd het land verdeeld over de vier geallieerden. In de Duitse Democratische Republiek werden de bankonderdelen van Deutsche Bank genationaliseerd, en in het westen werd de bank opgesplitst in 10 kleinere banken. Dit laatste was van korte duur en in 1952 werden de eerste banken alweer samengevoegd tot drie regionale banken, de Rheinisch-Westfälische Bank in Düsseldorf, Süddeutsche Bank in Frankfurt en München en Norddeutsche Bank in Hamburg. In 1957 fuseerden deze drie tot Deutsche Bank met het hoofdkantoor in Frankfurt. Hierna groeide de bank snel door nieuwe kantoren in binnen- en buitenland te openen en door overnames.
In 1989 kocht het de Britse handelsbank Morgan Grenfell. Met de overname verstevigde het zijn positie in de belangrijkste financiële markt van Europa. Tien jaar later volgde de grootste overname in de geschiedenis van Deutsche Bank en werd de Amerikaanse bank Bankers Trust ingelijfd. Deutsche Bank betaalde hiervoor 10 miljard dollar. Twee jaar later kreeg de bank ook een beursnotering op de New York Stock Exchange.

### Crisis en overname Postbank
In 2010 werd Postbank overgenomen en kreeg de bank ook diverse activiteiten van ABN AMRO in Nederland in handen. In 2011 werd de bank door de Financial Stability Board aangemerkt als een Systemically Important Financial Institution (SIFI) of systeembank. Dit zijn grote banken die een belangrijke rol spelen in de financiële wereld en een eventueel faillissement zou tot grote negatieve economische consequenties kunnen leiden. Deze grote banken vallen onder extra toezicht en moeten ook meer kapitaal aanhouden om de kans op een faillissement te verkleinen.
Begin 2009 kocht Deutsche Bank een aandelenbelang van 23% in Deutsche Postbank om de positie in de particuliere markt te verstevigen. Postbank telde in 2009 zo'n 14 miljoen klanten, meer dan het dubbele van Deutsche Bank. Zo kon de bank haar bankproducten en -diensten ook via dit netwerk aanbieden. De bank heeft later het belang in Postbank uitgebreid naar 97% waarmee het de grootste retailbank van Duitsland werd. Verder had Postbank veel spaargeld, waardoor de bank minder afhankelijk werd van andere banken voor de financiering van de activiteiten. Dit was een zwakte van de bank die tijdens de kredietcrisis duidelijk was geworden.
In 2015 besloot Deutsche Bank onder druk van nieuwe en zwaardere kapitaaleisen van de toezichthouders na de kredietcrisis de Postbank weer te verkopen. De resultaten van de Postbank waren onvoldoende om aan die zwaardere eisen te voldoen. De Postbank telde zo'n 19.000 medewerkers. Verder wilde de bank een aantal activiteiten afstoten, maar de kern van de Deutsche Bank bleef gericht op grote klanten.

### Band met Nederland
De geschiedenis van Deutsche Bank in Nederland gaat terug naar 1919. In dat jaar werd de bank H. Albert de Bary & Co opgericht. De Bary en partner Michelis leverden elk een derde van het kapitaal en Disconto-Gesellschaft Berlijn en Norddeutsche Bank Hamburg ieder een zesde. In 1920 had Disconto-Gesellschaft uit Berlijn 99% van de aandelen in handen en ook de laatste 1% werd overgenomen. In 1921 opende Deutsche Bank haar Nederlandse vestiging aan de Herengracht in Amsterdam.
In oktober 1929 fuseerden Deutsche Bank en Disconto-Gesellschaft. In Nederland nam de Bary & Co de werkzaamheden van de Deutsche Bank in Amsterdam over. Na de oorlog werden de aandelen door de Nederlandse staat in beslag genomen en verkocht aan diverse partijen. In 1977 kochten AMRO Bank en Deutsche Bank de aandelen elk voor 50%. In 1988 nam Deutsche Bank alle aandelen over en werd de bank een volle dochteronderneming. Tien jaar later wordt de naam gewijzigd in Deutsche Bank.

#### Overname ABN AMRO-activiteiten
In 2007 werd ABN AMRO overgenomen door Fortis samen met Royal Bank of Scotland en Banco Santander, waarbij Fortis de Business Units Nederland (zonder de vroegere Nederlandse wholesale cliënten), Private Clients en Asset Management van ABN AMRO zou overnemen. Dit zou leiden tot een concentratie op de Nederlandse markten met name voor zakenbankieren en factoring, retail banking en betalingsdiensten. Vooral bij het zakenbankieren zou hierdoor een ongewenste concentratie optreden, omdat de nummer één en vier in Nederland samengaan. Om de bezwaren van de Europese Commissie weg te nemen, heeft Fortis toegezegd de Hollandsche Bank-Unie, twee departementen zakelijke cliënten, dertien advieskantoren en ABN AMRO's factoringdochter IFN Finance BV te zullen verkopen aan een grote internationale bank.
Medio 2008 werd bekend dat Deutsche Bank de koper was geworden van deze NEWbank. Deze activiteiten behaalden in 2007 een winst voor belasting van ongeveer 140 miljoen euro en circa 1.400 medewerkers gingen over. De verkoopprijs was € 709 miljoen en zou resulteren in een verlies van circa € 300 miljoen voor de verkoper. De transactie maakte Deutsche Bank de op drie na grootste aanbieder op het gebied van zakelijk bankieren in Nederland. Na de koop gingen de activiteiten verder onder de naam Deutsche Bank.
Na de nationalisatie van Fortis en ABN AMRO vond de Nederlandse staat de garanties die eerder aan Deutsche Bank waren gegeven te hoog. Het ministerie van Financiën heropende hierop de onderhandelingen met de Duitsers. Na lange en moeizame onderhandelingen werd op 20 oktober 2009 overeenstemming bereikt. In december 2010 werd de verkoop afgerond. De verkoopprijs was ongewijzigd, maar het verlies op deze transactie voor ABN AMRO is ruimschoots verdubbeld tot ongeveer € 800 miljoen.
In december 2012 maakte Deutsche Bank bekend een deel van zijn Nederlandse activiteiten te reorganiseren vanwege de moeilijke economische situatie en strengere regelgeving voor banken. Kantoren zouden worden samengevoegd en een niet nader genoemd aantal banen zou verdwijnen. De reorganisatie vond plaats bij de activiteiten voor kleine en middelgrote bedrijven, dit onderdeel overlapt grotendeels met de activiteiten die in 2010 zijn overgenomen van ABN AMRO. In Nederland werkten circa 1500 mensen voor Deutsche Bank.
Deutsche Bank Nederland leed in 2013 een nettoverlies van 94 miljoen euro. Dat was beter dan in 2012, toen het verlies € 428 miljoen bedroeg. Het personeelsbestand daalde met bijna een derde tot 685 voltijdbanen in 2013 en meer ontslagen zouden volgen in 2014. De bank boekte aanzienlijke reorganisatiekosten voor het betalen van afvloeiingsregelingen, het sluiten van filialen en IT-investeringen. In twee jaar tijd moesten twaalf van de vijftien kantoren verdwijnen en bleven er slechts drie over, in Amsterdam, Rotterdam en Eindhoven. Door het vertrek van klanten daalde het balanstotaal met 32% tot € 9,6 miljard en het bestuur van Deutsche Bank Nederland verwachtte pas in 2016 weer winst te rapporteren.
In juni 2016 leverde Deutsche Bank Nederland de bankvergunning in bij De Nederlandsche Bank. Hiermee kwam een einde aan de aparte dochtermaatschappij en werden de bezittingen ter waarde van zo'n € 9 miljard, met terugwerkende kracht overgedragen naar de Duitse moedermaatschappij per 1 januari 2016. Vanuit Frankfurt worden voortaan de Nederlandse klanten bediend via een Nederlands bijkantoor. Het aanhouden van een bijkantoor is goedkoper en efficiënter dan het aanhouden van een echte dochtermaatschappij.

### Moeilijke tijden na 2015
Na een reeks schandalen maakten de twee bestuursvoorzitters van Deutsche Bank, Jürgen Fitschen en Anshu Jain, op 7 juni 2015 bekend voortijdig te zullen opstappen. De Brit John Cryan nam de plaats van Anshu Jain over. In september 2015 maakte de bank bekend zo'n 9000 werknemers te ontslaan, ongeveer de helft hiervan in Duitsland en de rest in tien landen waar Deutsche Bank filialen ging sluiten. Deutsche Bank had te veel kosten door de complexe structuur en met de ontslagen wilde de bank winstgevender en efficiënter worden. Verder wilde de bank de risicogewogen balans met een kwart reduceren over de komende vijf jaar en het eigen vermogen versterken door over de jaren 2015 en 2016 geen dividend uit te keren.
Over 2015 leed Deutsche Bank een nettoverlies van 6,8 miljard euro, het eerste verlies op jaarbasis sinds 2008. Het resultaat werd fors gedrukt door bijzondere posten. In het jaar zette de bank 5,2 miljard euro apart aan voorzieningen voor boetes en nam verder een forse afwaardering op de bezittingen van bijna 6 miljard euro.
Constante daling van de aandelenkoers lijkt te duiden op zeer moeilijke tijden voor deze bank. Sommige analisten meenden zelfs dat de bank ten dode is opgeschreven.

## Onethische praktijken

### Recordboete voor rommelkredieten
In april 2015 betaalde de bank een Liborgerelateerde-boete aan de Amerikaanse en Britse toezichthouders van circa 2,3 miljard dollar.
De Verenigde Staten deed onderzoek naar het verstrekken van rommelhypotheken door de bank. In september 2016 kwam naar buiten dat de boete zou kunnen oplopen tot US$ 14 miljard, een veelvoud van het bedrag waar beurskringen rekening mee hielden. Op 26 september daalde de aandelenkoers van de bank met ruim 7% nadat de Duitse regering had geweigerd financieel bij te springen. Op de avond van 30 september maakte topman John Cryan bekend dat de bank alsnog voldeed aan de kapitaalseisen en er zou een schikking zijn getroffen met de Amerikaanse justitie, waardoor de boete was verlaagd tot draagbare proporties.
Na de verkiezing van Donald Trump kwam de boete in een ander licht te staan, nu de bank een belangrijke bankier bleek te zijn van de gekozen president. Een kleine maand voordat Donald Trump president werd, schikte Deutsche Bank voor US$ 7,2 miljard. Van dit bedrag is US$ 3,1 miljard een boete en de overige US$ 4,1 miljard staat ter beschikking voor verlichting van de hypotheken bij de Amerikaanse klanten.

### Investeringen in fossiele brandstoffen
Deutsche Bank investeert in steenkool en andere activiteiten die schadelijk zijn voor de opwarming van de Aarde en werd hiervoor meermaals bekritiseerd door milieu- en klimaatorganisaties. Sinds de zomer van 2016 trekt de bank zich echter steeds meer terug uit de kolensector. De bank is, naar eigen zeggen, van plan om tegen 2025 grotendeels uit kolenactiviteiten te stappen. Maar de bank blijft, met tussen 2016 en 2019 ongeveer 69 miljard dollar aan financiering van fossiele brandstoffen, de vijfde grootste investeerder in fossiele brandstoffen van alle Europese financiële instellingen.
Volgens FairFin was Deutsche bank in 2019 de slechtste leerling van de klas voor duurzaam en ethisch bankieren van alle Belgische banken.
Adidas · Airbus · Allianz · BASF · Bayer · Beiersdorf · BMW · Brenntag · Commerzbank · Continental · Covestro · Daimler Truck · Deutsche Bank · Deutsche Börse · Deutsche Post · Deutsche Telekom · E.ON · Fresenius · Hannover Rück · HeidelbergCement · Henkel · Infineon · Mercedes-Benz · Merck · MTU Aero Engines · Münchener Rück · Porsche AG · Porsche SE · Qiagen · RWE · Rheinmetall · SAP · Sartorius · Siemens · Siemens Energy · Siemens Healthineers · Symrise · Volkswagen · Vonovia · Zalando